# Condado de Kiowa (Colorado)
El condado de Kiowa (en inglés: Kiowa County), fundado en 1889, es uno de los 64 condados del estado estadounidense de Colorado. En el año 2000 tenía una población de 1622 habitantes con una densidad poblacional de 0.35 personas por km². La sede del condado es Eads.

## Geografía
Según la Oficina del Censo, el condado tiene un área total de 4625 km² (1785,7 mi²), de la cual 4587 km² (1771,0 mi²) es tierra y 38 km² (14,7 mi²) (0.83%) es agua.

### Condados adyacentes
- Condado de Cheyenne - norte
- Condado de Greeley - este
- Condado de Bent - sur
- Condado de Prowers - sur
- Condado de Otero - suroeste
- Condado de Crowley - oeste
- Condado de Lincoln - noroeste

## Demografía
En el 2000 la renta per cápita promedia del condado era de $30 494, y el ingreso promedio para una familia era de $35 536. En 2000 los hombres tenían un ingreso per cápita de $26 136 versus $18 897 para las mujeres. El ingreso per cápita para el condado era de $16, 382. Alrededor del 12.20% de la población estaba bajo el umbral de pobreza nacional.

## Ciudades y pueblos
- Arlington
- Brandon
- Chivington
- Eads
- Haswell
- Sheridan Lake
- Towner